# Vaour
Vaour (okzitanisch Vaur) ist eine französische Gemeinde mit 361 Einwohnern (Stand: 1. Januar 2022) im Département Tarn in der Region Okzitanien (vor 2016 Midi-Pyrénées). Administrativ ist sie dem Arrondissement Albi zugeteilt und sie ist Teil des Kantons Carmaux-2 Vallée du Cérou (bis 2015 Vaour). Die Einwohner werden Vaourais genannt.

## Geografie
Vaour liegt etwa 36 Kilometer ostnordöstlich von Montauban. Umgeben wird Vaour von den Nachbargemeinden Saint-Antonin-Noble-Val im Norden und Nordwesten, Saint-Michel-de-Vax im Norden, Roussayrolles im Nordosten, Tonnac im Osten, Itzac im Osten und Südosten, Campagnac im Südosten, Saint-Beauzile im Süden, Castelnau-de-Montmiral im Südwesten sowie Penne im Westen.

## Bevölkerungsentwicklung
| Jahr                      | 1962 | 1968 | 1975 | 1982 | 1990 | 1999 | 2006 | 2013 |
| ------------------------- | ---- | ---- | ---- | ---- | ---- | ---- | ---- | ---- |
| Einwohner                 | 302  | 405  | 352  | 310  | 295  | 248  | 285  | 363  |
| Quelle: Cassini und INSEE |      |      |      |      |      |      |      |      |

## Sehenswürdigkeiten
- Dolmen von Peyralade, Monument historique
- romanische Kirche Notre-Dame-de-l'Assomption
- Ruine der früheren Komturei des Tempelritterordens, Monument historique

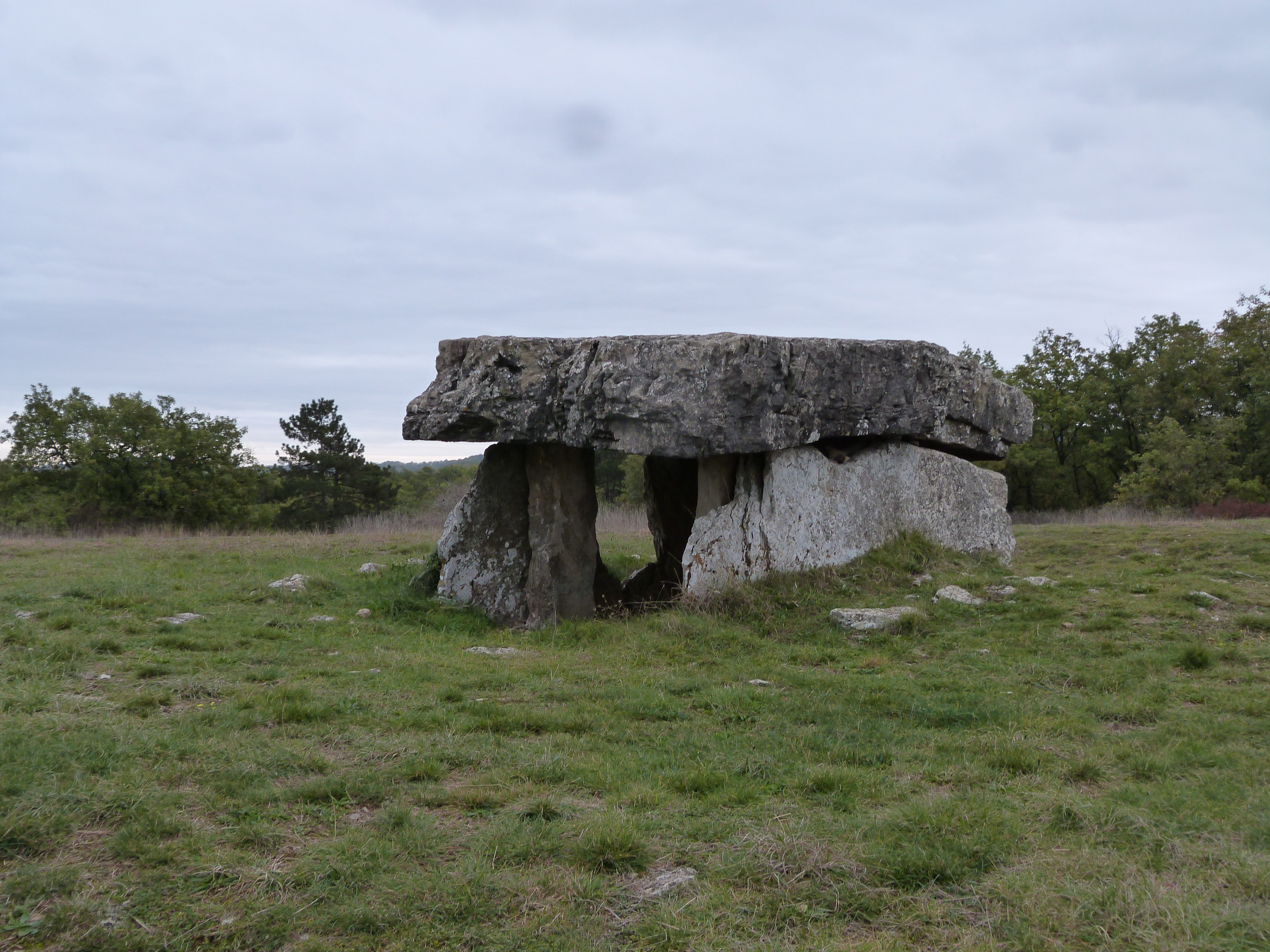
Dolmen
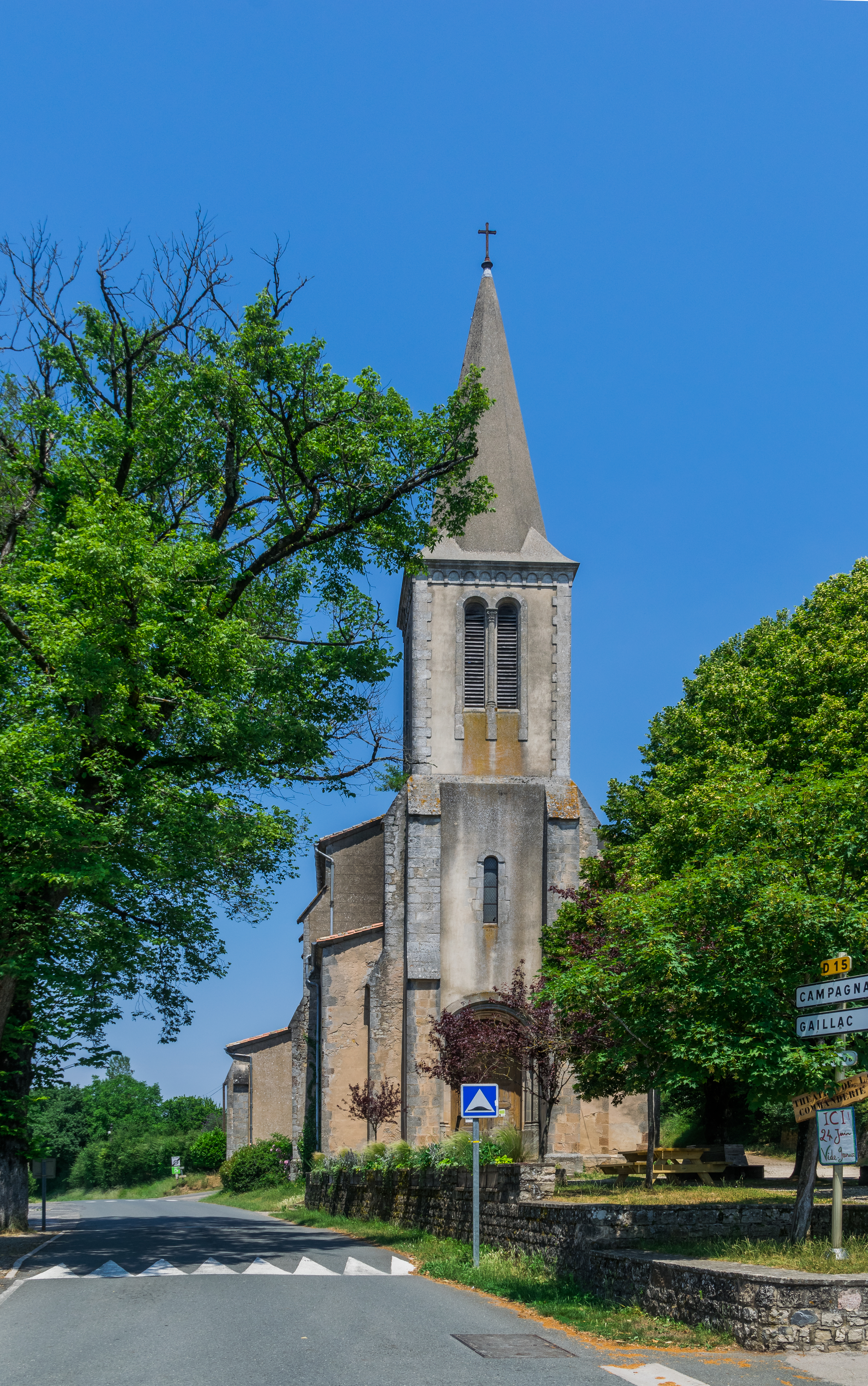
Kirche Notre-Dame-de-l'Assomption
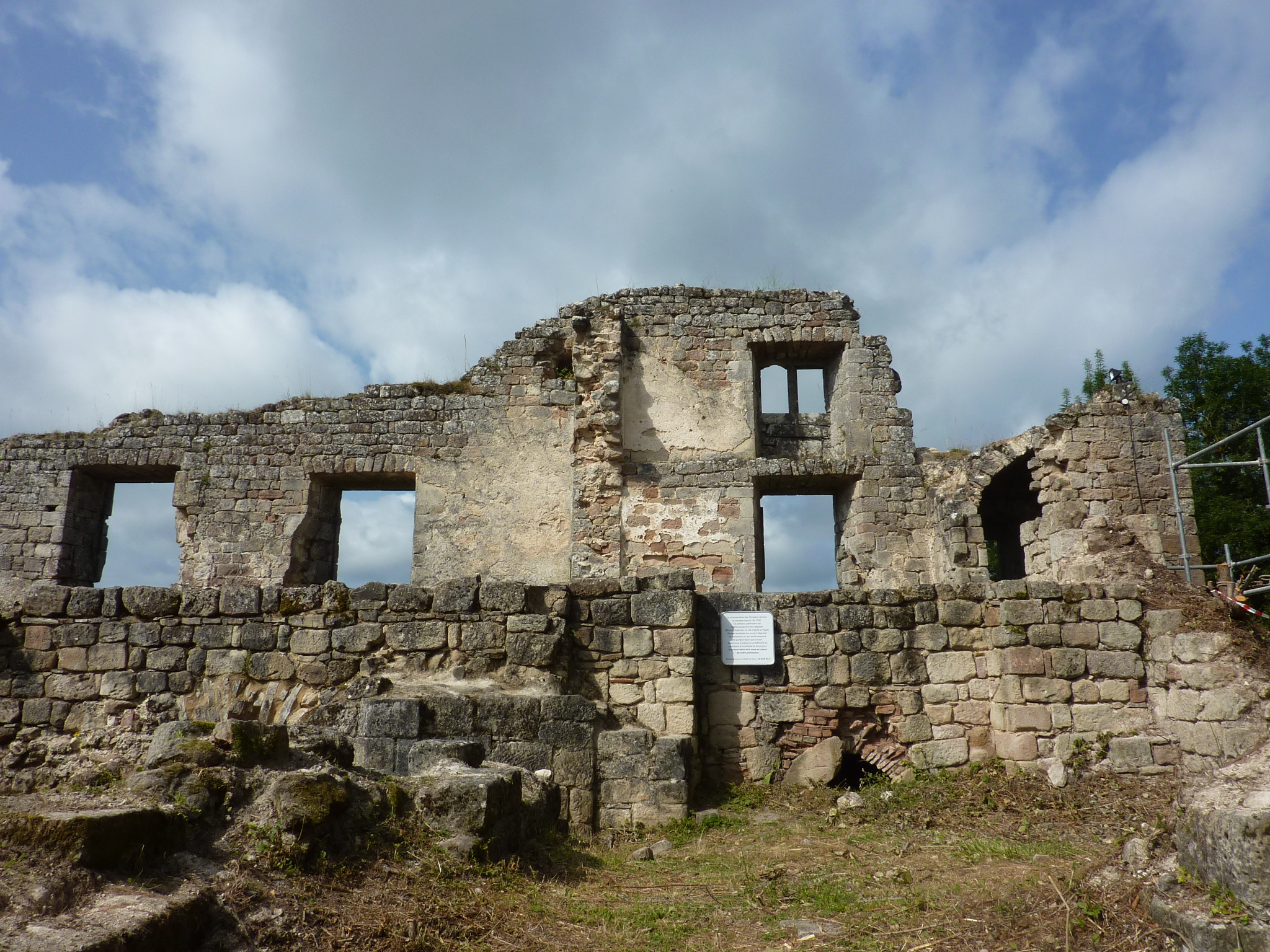
Ruine der Tempelritterkomturei